# Leffe
För andra betydelser, se Leffe (olika betydelser).
Leffe är ett öl från Belgien av typen belgiskt öl. Öl från Leffe marknadsförs som premium ale. Leffe bryggs i stora kvantiteter och exporteras till många länder i världen.

## Historia

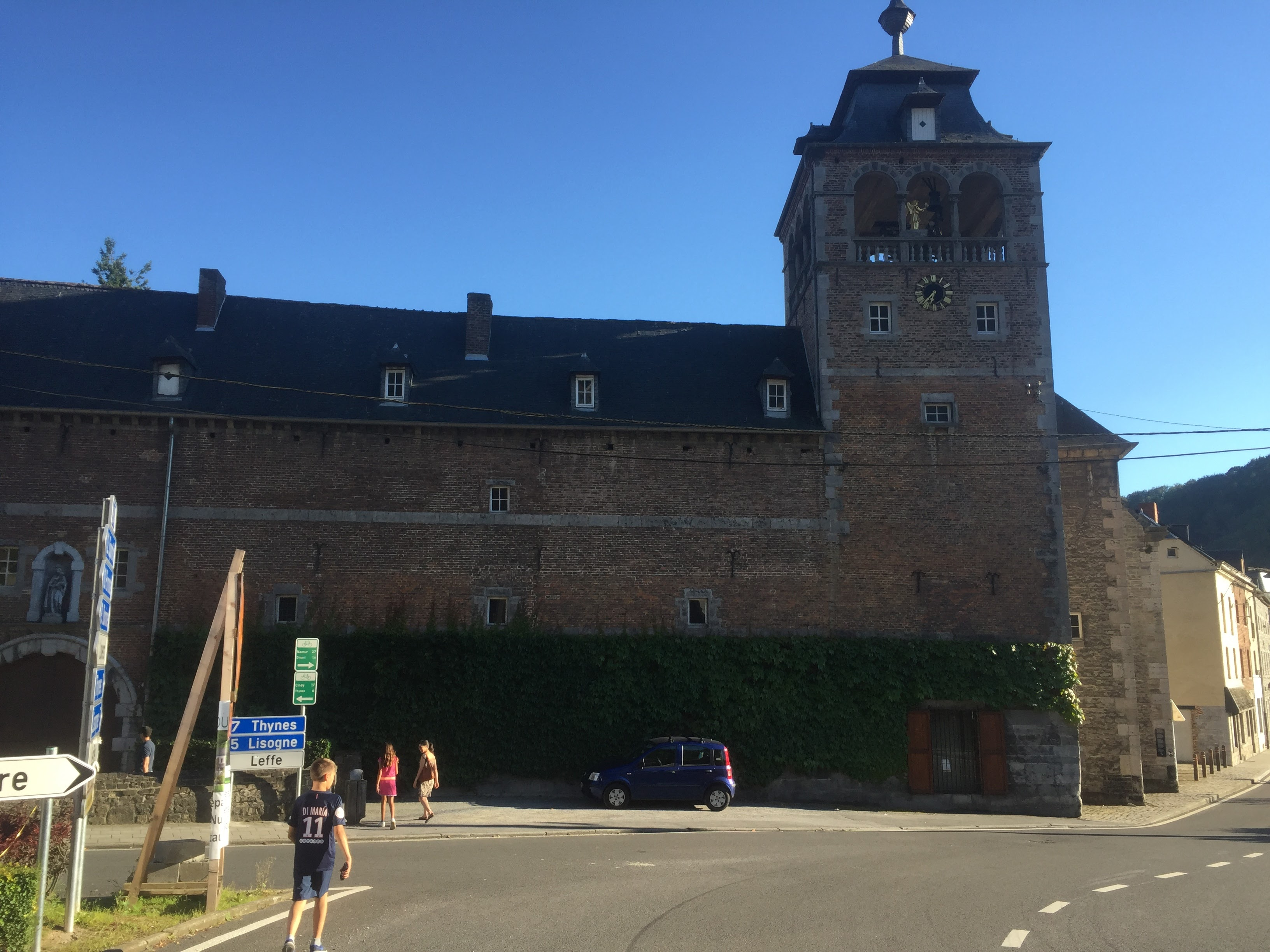
Byggnaden i Leffes logotyp. Bilden i loggan är tagen från andra sidan byggnaden.

Klostret Notre Dame de Leffe grundades 1152 vid floden Meuse i provinsen Namur i södra Belgien. Som många andra kloster i Europa så bryggde premonstratensordens munkar öl. Klostret har råkat ut för flera katastrofer. År 1460 förstördes klostret av en översvämning, 1466 utsattes det för en brand, 1735 skadades bryggeriet av inhysta trupper, och 1794 blev klostret övergivet och bryggeriet förstört som en följd av franska revolutionen. Munkarna återvände 1902.
1952 fortsattes ölproduktionen efter ett partnerskap med det flamländska Lootvoet-bryggeriet i Overijse. Detta bryggeri köptes senare av det internationella ölföretaget Interbrew (nu InBev). Leffe bryggdes då i Mont-Saint-Guibert tills Interbrew stängde ner det bryggeriet. Nu bryggs alla Leffe-sorter vid Stella Artois bryggeri i Leuven. Leffe-museet i staden Dinant är öppet för besökare.

## Sortiment

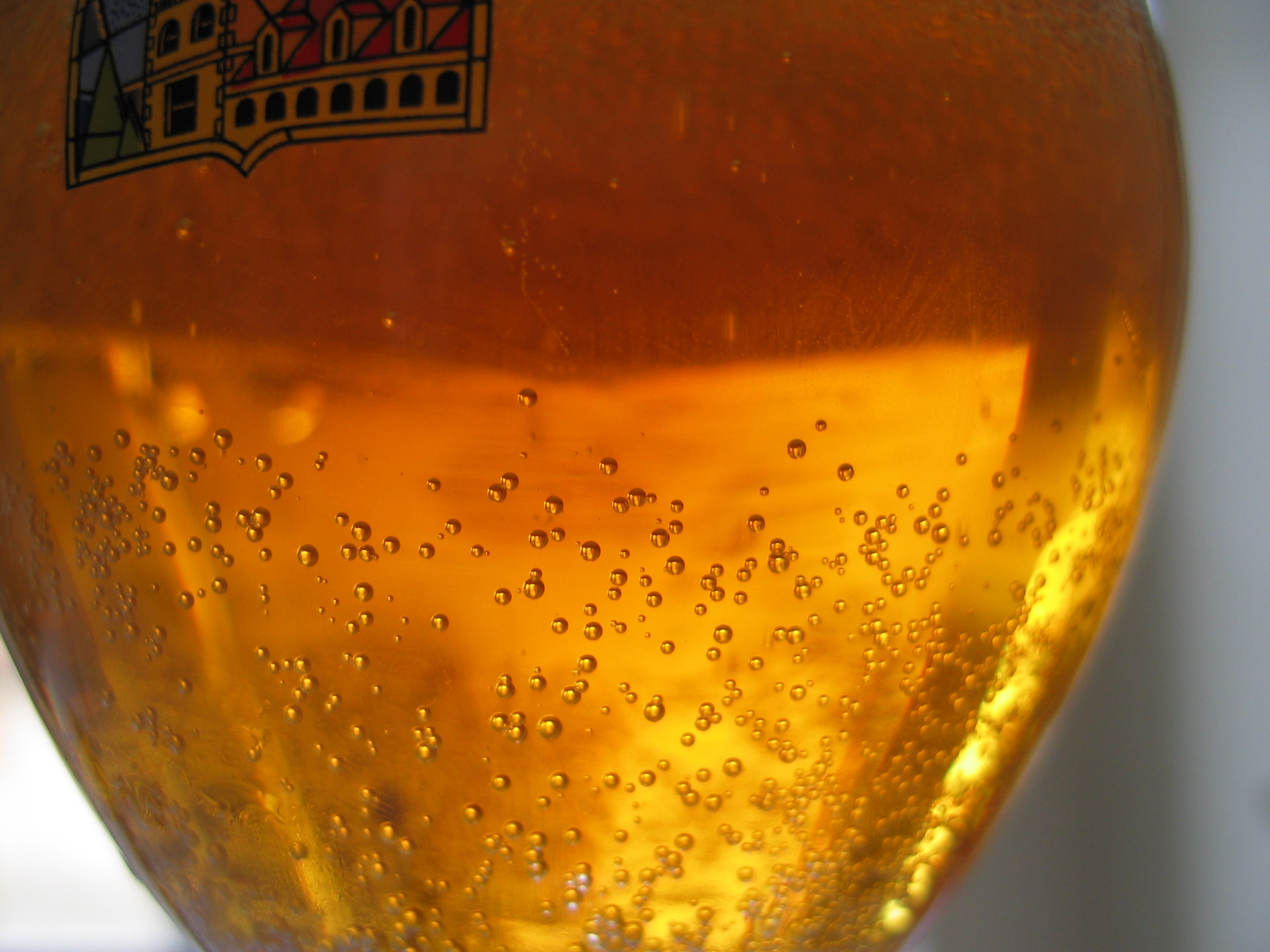
Leffe blonde

Leffe har ett flertal olika ölsorter i sitt sortiment.
| Name                           | %   | Extra information                                               |
| ------------------------------ | --- | --------------------------------------------------------------- |
| Leffe Blonde                   | 6.6 |                                                                 |
| Leffe Brune                    | 6.5 |                                                                 |
| Leffe Tripel                   | 8.5 | Den enda lagrade ölen från Leffe, bryggd av Hoegaarden Brewery. |
| Leffe Radieuse                 | 8.2 |                                                                 |
| Leffe Vieille Cuvée            | 8.2 |                                                                 |
| Leffe 9                        | 9   |                                                                 |
| Leffe Ruby                     | 5   |                                                                 |
| Leffe Noël/Kerstbier           | 6.6 | Bryggs och säljs runt jul                                       |
| Leffe Printemps/Lentebier      | 6.6 | Bryggs och säljs under våren                                    |
| Leffe Nectar                   | 5.5 | Honungssmak. Produceras sedan 2012.                             |
| Leffe Royale Whitbread Golding | 7.5 | Produceras sedan 2012. Känd som endast Leffe Royale från 2015.  |

Endast Blonde och Brune finns på Systembolaget i Sverige per år 2021.